# Vampire tamjeong
Vampire tamjeong (뱀파이어 탐정?, Baempa-i-eo tamjeongLR, titolo internazionale The Vampire Detective) è un drama coreano trasmesso dal 27 marzo al 12 giugno 2016 su OCN.

## Trama
Yoon San lavora come detective privato per l'amico Yong Goo-hyung, ma un giorno viene trasformato in vampiro. Continua comunque il suo lavoro e risolve casi mentre nasconde i segreti del suo passato.

## Personaggi
- Yoon San, interpretato da Lee Joon
- Yong Goo-hyung, interpretato da Oh Jung-se
- Han Gyeo-wool, interpretata da Lee Se-young
- Yo-na, interpretata da Lee Chung-ah
- Kang Tae-woo, interpretato da Jo Bok-rae
- Detective Park, interpretata da Ahn Se-ha
- Se-ra, interpretata da Jei
- Jung Yoo-jin, interpretata da Kim Yoon-hye
- Dottor Hwang, interpretato da Kim Ki-moo
- Jang Tae-shik, interpretato da Choi Gwi-hwa

## Riconoscimenti
- Baeksang Arts Awards
  - 2016 – Candidatura Attore più popolare a Lee Joon